# 배다해
배다해(1983년 9월 7일 ~ )는 대한민국의 가수, 뮤지컬 배우이다.

## 학력
- 계원예술고등학교 (음악과 / 졸업)
- 연세대학교 (성악과 / 학사)

## 생애 및 근황

### 어린시절과 바닐라루시 데뷔
5살 때부터 피아노를 시작, 10살 때 우연히 나간 동요대회에서 대상을 수상하며 정식으로 성악의 길을 가기 시작했다. 계원예술고등학교를 졸업했으며, 연세대학교 성악과에 진학한 뒤에도 교내 정기 공연으로 모차르트의 대표적 오페라인 <Cosi fan tutte>에서 '데스피나'라는 비중 있는 역할을 맡을 만큼 학과에서 촉망 받는 인재였다.
이런 그가 성악의 길을 포기하게 된 계기는 직접적으로는 아버지의 사업 실패로 인해 어려워진 가정환경 때문이었다. 유학을 포기한 뒤 그가 처음으로 도전한 것은 팝페라였다. 그러나 2000년대 초반이었던 당시 우리나라 팝페라 시장은 너무 좁았으며, 1년 후쯤 활동을 접어야했다.
아이돌 제의도 받으면서 이곳저곳 방황하다가 결국 그가 택한 것은 바닐라루시였다. 당시 배다해가 소속해있던 바닐라루시의 소속사 HM한맥엔터테인먼트는 전문 엔터테인먼트 기획사가 아닌, 지방 행사 공연 등을 주로 하는 소규모 행사업체였기 때문에 2010년 바닐라루시 데뷔 당시에는 별다른 주목을 받지 못했다.

### 남자의 자격 출연(2010)~뮤지컬 셜롬홈즈(2011)
KBS 2TV 남자의 자격<남자 그리고 하모니> 편에서 합창단원을 뽑는 오디션에서 뮤지컬 <오페라의 유령> 중 'Think of me'를 열창하여 엄청난 화제를 모았다. 당시 인터넷 실시간 검색어 1위를 하고, 단기간에 유튜브의 해당 동영상 조회수가 100만 이상에 달했다.
남자의 자격 프로그램의 인기 상승에 더불어 배다해 역시 프로그램의 최고 수혜자로서 단번에 스타덤에 올랐다. 그와 동시에 배다해가 속해있던 그룹 바닐라루시 역시 데뷔한지 3개월만에 많은 관심을 받게 되었다. 그러나 갑작스런 대중들의 관심이 처음이었던 소속사는 바닐라루시의 급상승세를 견디기에는 너무 규모가 작았다. 소속사는 배다해에게 '팀원들과 음악적 방향이 다르다'며 갑작스럽게 그룹 탈퇴를 통보했으며 이후 솔로 활동을 하기로 계획했다.
당시 실제 상황이 제대로 알려지지 않아 배다해는 '솔로 활동을 위해 팀을 배신했다'는 대중들의 비난에 시달려야 했다. (바닐라루시 탈퇴와 해체되기까지의 과정은 다음 링크 참고: https://web.archive.org/web/20150521050320/http://tomm.tistory.com/12 -"바닐라루시, 그녀들이 사라질 수 밖에 없었던 이유")
바닐라루시 탈퇴 후 2011년 2월 첫 디지털싱글 <어떻게 니가>를 발표하며 솔로활동을 시작했다. 이후 소속사 변경 문제로 소송사건에 휘말리며 1년간 활동을 접고 힘든 시기를 보냈다. 그 와중에 뮤지컬 <셜록홈즈: 앤더슨 가의 비밀> 루시 존슨 역할을 맡게 되며 뮤지컬 배우로 데뷔하게 되었다.

### 2012 ~ 2013년
2012년 8월까지 뮤지컬 <셜록 홈즈: 앤더슨 가의 비밀>의 앵콜공연을 하였으며, 같은 해 9월에는 남자의 자격을 연출했던 신원호PD와의 친분으로 tvN 드라마 응답하라 1997 최종회에 서인국의 동창 역할로 카메오 출연하기도 했다.
2013년에는 뮤지컬 <아르센 루팡>의 넬리 역을 맡아 뮤지컬 활동을 이어갔으며, MBC TV 추석특집드라마 <세상에서 가장 위대한 일>에도 음악감독 역을 맡아 조연으로 출연했다.

### 2014년
2014년 5월 뮤지컬 배우 양준모와 함께 한 <양준모의 노래에 배다해의 사진을 더하다> 갤러리 콘서트에서 사진 작가로 작가전을 치루기도 했다.
6월에는 안혜경과 함께 유기견 기부 캠페인 후원자 토크 콘서트를 열었다.
8월에는 국제구호단체 기아대책의 홍보대사로 양준모와 함께 위촉되어 <기대감 콘서트> 무대를 직접 기획하며 후원을 독려하는 공연을 하기도 했다.
한편 11월에 방송된 SBS TV TV 동물농장에서「주인 잃고 음식을 거부하는 고양이 준팔이」편에 출연하였다. 주인에게 버림받은 후 음식을 거부했던 준팔이를 입양하기로 결정하며 진심을 다해 보살피는 과정과 기적적으로 건강상태를 회복하는 모습을 통해 시청자들에게 감동을 주었다. 그러나 방송 시점 탓에 거짓 입양이라는 오해를 받기도 하였다. 이후 SNS에 종종 준팔이의 근황 사진을 올리는데, 현재 준팔이는 다이어트를 해야할 정도로 잘먹는 고양이가 되었다.

### 2015년
5월에 MBC TV 《복면가왕》에서 '질풍노도 유니콘'으로 출연하여 '화생방실 클레오파트라'김연우와 'The phantom of the opera'를 불렀으나 1표 차이로 탈락했다. 탈락했음에도 방송이 나간 뒤 실시간 검색어 1위를 하는 등 화제를 모았다. 화생방실 클레오파트라김연우와 부른 'The phantom of the opera' 영상은 200만뷰를 넘었으며, 솔로곡 '낭만에 대하여' 역시 100만뷰를 넘었다. (이후 배다해에게 1표 차이로 이긴 클레오파트라는 가왕의 자리까지 오름.)
6월 5일, 생애 첫 단독 콘서트 <여섯 개의 봄>을 개최했다.

## 음반
1. 2006.08 주몽 OST Part 21 천애天愛
2. 2010.06 미스터킹 - '사랑하기(with 배다해&박상준)'
3. 2010.10 닥터챔프 OST Part 4 'My All'
4. 2011.01 사랑을 믿어요 OST Part 1 사랑하는 사람아
5. 2011.02 미니앨범 '어떻게 니가'
6. 2011.06 정규음반 'Love me'
7. 2012.07 핸섬피플 - '넘 그러지 마요(feat. 배다해)'
8. 2012.10 Take#1 - Vol. 4 '같은자리'
9. 2013.05 웹삼국지2 OST - 비선(悲先) MV
10. 2013.12 황금무지개 OST Part 2 '꿈을 꿔'
11. 2014.10 CCM앨범 <첫 고백> '주 사랑' '아바 아버지'
12. 2014.12 리얼캐롤프로젝트 2014 앨범 - Happy Birthday to U
13. 2015.06 여섯개의 봄
14. 2015.07 팀 펫레스큐 - 너를 만나기 위해

## 가수 외 활동

### 예능·교양
- 2010년 KBS2 남자의 자격 - 하모니
- 2010년 올'리브 《it City 일본에서 놀자》
- 2011년 여유만만 배다해·정경미 진정한 동물 애호가에 도전하다
- 2012년 온 스타일 골든12
- 2013년 SBS 웃찾사 ' 개투제라블'
- 2014년 JTBC 집밥의 여왕
- 2014년 SBS TV 동물농장
- 2015년 MBC 미스터리 음악쇼 복면가왕 - 질풍노도 유니콘, 오락가락 갈대마음(생방)
- 2023년 MBN 신들의 사생활:그리스로마신화2

### 드라마
- 2012년 9월 tvN 《응답하라 1997》 - 윤제의 친구 역 (특별출연)
- 2013년 9월 MBC 《세상에서 가장 위대한 일》 - 배다해 역

### 클래식/오페라
- 2011년 3월 《배다해 ＆ KPO(코리아타악기오케스트라) 로맨틱 콘서트》

### 뮤지컬
- 2011년 <셜록홈즈> - 루시 존슨 역
- 2013년 <아르센 루팡> - 넬리 역
- 2015년 <벽을 뚫는 남자> - 이사벨 역
- 2020년 <모차르트!> - 난넬 모차르트 역
- 2021년 <메리셸리> - 메리 셸리 역
- 2023년 <모차르트!> - 난넬 모차르트 역